# SS36
A rodovia 36, Lago de Como e Spluga (SS 36) é um importante elo rodoviário na Lombardia. É a principal via de acesso ao Valtellina e do cantão suíço dos Grisões a partir de Cinisello Balsamo (Milan) e outras cidades do sul da Lombardia. 

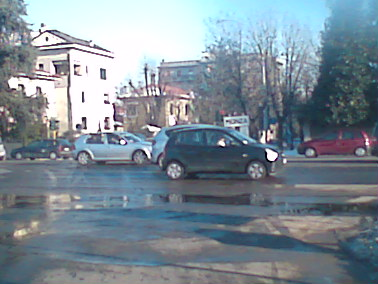
Rodovia 36 a Monza

A SS36 é ligado ao Milan por uma parte anterior da SS36 SP5 hoje.